# Gavril Miasnikov
Gavril Ilyich Miasnikov (em russo:  Гаврии́л Ильи́ч Мяснико́в; 25 de fevereiro de 1889, Chistopol, Kazan – 16 de novembro de 1945, Moscovo) foi um comunista russo, um metalúrgico dos Urais, que participou na Revolução de 1905 e tornou-se um ativista bolchevique clandestino em 1906. A polícia czarista prendeu-o e passou 7 anos e meio nos trabalhos forçados na Sibéria. Em 1917, Misnikov foi um membro ativo dos comités de fábrica, do soviete e do partido bolchevique na sua cidade natal de Motovilikha e em Perm.
Miasnikov foi o responsável pela execução do Grão-Duque Miguel Alexandrovich, o irmão mais novo do deposta czar Nicolau II, em 1918.
Miasnikov foi um "comunista de esquerda"", em 1918, oposto ao Tratado de Brest-Litovsk. Apesar de descontente com a política do partido face aos trabalhadores, Miasnikov não apoiou a Oposição Operária em 1920-21. Miasnikov discordava da linha da Oposição Operária de que os sindicatos deveriam gerir a economia.ref>Avrich 1984, p. 7</ref>, propondo em vez disso, num manifesto que elaborou em 1921, a administração da indústria por "sovietes de produtores" e liberdade de imprensa para todos os trabalhadores. Os líderes da Oposição Operária Alexander Chliapnikov e Sergei Medvedev receavam que as propostas de Miasnikov desse demasiado poder aos camponeses, no entanto defenderem o seu direito a apresentar críticas. Junto com antigos membros da Oposição Operária. Miasnikov assinou a "Carta dos 22" à Internacional Comunista em 1922, contra a supressão das opiniões dissidentes dentro do Partido Comunista.
Em fevereiro de 1922, Miasnikov foi expulso do Partido Comunista e em 1923 criou a facção oposicionista "Grupo Operário do Partido Comunista Russo", junto com antigos membros da Oposição Operária.  Os líderes do partido ordenaram a sua prisão em maio de 1923 e tentaram neutralizá-lo enviando-o numa missão comercial para a Alemanha. Aí Miasnikov estabeleceu contactos com o Partido Comunista Operário da Alemanha e com a ala mais à esquerda do Partido Comunista da Alemanha; com a ajuda desses grupos, publicou o "Manifesto do Grupo Operário". Em setembro de 1923 o Grupo Operário foi largamente suprimido pelas autoridades (ainda que tenha provavelmente continuado a ter alguma atividade clandestina nos anos seguintes) e no final do ano Miasnikov foi convencido a regressar à Rússia, após o que foi imediatamente preso preso.
Em 1927 a sua senteça foi mudada para o exílio interno em Erevan, na Arménia.
Em novembro de 1928 fugiu da URSS para o Irão, onde foi preso e deportado para o Turquia. Em 1930 foi para França, onde arranjou emprego na sua na sua antiga profissão numa fábrica metalúrgica.
Em novembro de 1944, abandonou o seu emprego em França e, após receber um visto, regressou à URSS a 18 de dezembro de 1944, através da embaixada soviética em França. Após regressar a URSS foi preso em janeiro de 1945, sendo executado a 16 de novembro de 1945.